# Karina Sainz Borgo
Karina Sainz Borgo   (Caracas, 10 de febrer de 1982) és una periodista i escriptora veneçolana residenciada a Espanya.
Els seus llibres han estat traduïts a més de trenta idiomes. Forma part del que la crítica ha denominat la "literatura de la diàspora veneçolana".

## Biografia
Karina Sainz Borgo va néixer a Caracas, el 1982. Des del 2006 és resident a Espanya, on va arribar amb vint-i-quatre anys.
Ha treballat per a mitjans de comunicació espanyols com Vozpópuli, Zenda o Onda Cero. És periodista cultural i autora de llibres de periodisme com Caracas hip-hop y Tráfico y Guaire, el país y sus intelectuales.Actualment treballa com a reportera i columnista al diari ABC.

### Carrera literària
El 2019 va publicar La hija de la española, la seva primera novel·la, va ser un èxit sense precedents a la literatura veneçolana i ha estat traduïda en més de vint idiomes. La novel·la conta la història d'una jove, Adelaida Falcón, que, després de la mort de la seva mare, tracta de fugir d'un país que s'enfonsa. La revista estatunidenca Time va incloure aquest títol entre els 100 llibres més importants de l'any 2019. L'escriptor Fernando Aramburu ressalta l'"extraordinària qualitat de Sainz Borgo com a novel·lista". Segons el New York Times, la novel·la té "ressons de Borges", en una Veneçuela que viu en un caos polític. Thierry Clermont, en Le Figaro, considera que Sainz Borgo "publica una primera novel·la magistral, saturada de violència, d'esperança i de llum". Mentre que Florence Noiville, en Le Monde considera La filla de l'espanyola com una bella i feroç primera novel·la.
En el seu segon llibre, Crónicas barbitúricas, relata la seva vida a Madrid, ciutat on va arribar amb 23 anys i els esdeveniments més importants de la història espanyola contemporània com la crisi del 2008 o el 15-M.

El 2021 torna al registre novel·lístic amb El Tercer País, on revisita el mite d'Antígona i el dret fonamental que tenen els éssers humans a enterrar els seus morts. Com a La hija de la española,, Sainz Borgo torna a la "imatge de dones que generalment estan soles o acompanyades d'altres dones".
Al costat d'autors com Keila Vall de la Ville, Rodrigo Blanco Calderón, Michelle Roche Rodríguez o Camilo Pino, forma part del que la crítica ha anomenat la "literatura de la diàspora veneçolana" o de l'"èxode".

## Obres

### Crònica
- Caracas hip-hop (Caracas, 2007)
- Cuatro reportajes, dos décadas, una historia: Tráfico y Guaire, el país y sus intelectuales (Fundación para la Cultura Urbana, 2007)
- Crónicas barbitúricas (Círculo de Tiza, 2019)

### Novel·la
- La hija de la española (Editorial Lumen, 2019)
- El Tercer País (Lumen, 2021)
- La isla del Doctor Schubert (Lumen, 2023)

## Premis
- Grand prix de l'héroïne Madame Figaro du roman étranger (2020)[19]
- Nominada al LiBeraturpreis (2020)[19]
- Finalista del Kulturhuset Stadsteatern Stockholm (2021)[19]
- Longlist del Europese Literatuurprijs (2021)[20]
- Premi O. Henry (2021)